# Desmodium triflorum
Espèce
Classification phylogénétique
Desmodium triflorum est une espèce de plantes à fleurs de la famille des Fabaceae et du genre Desmodium.